# Urbano Navarrete
Urbano Navarrete Cortés, S.J., (Camarena de la Sierra, Teruel, 25 de mayo de 1920 - Ciudad del Vaticano, 22 de noviembre de 2010) fue un cardenal español, rector emérito de la Pontificia Universidad Gregoriana.

## Biografía

### Sacerdote
Fue ordenado sacerdote el 31 de mayo de 1952, en el Congreso Eucarístico Internacional de Barcelona. Profesor de Derecho Canónico en la especialidad de Derecho Matrimonial. Fue nombrado rector de la Pontificia Universidad Gregoriana de Roma, por el papa Juan Pablo II, en noviembre de 1980. Consultor de la Congregación para la Doctrina de la Fe, de la Congregación para las Causas de los Santos, de la Comisión de Reforma del Derecho Canónico, y del Secretariado para la Unión de los Cristianos, además de refendario de la Signatura Apostólica. En mayo de 1994 fue investido doctor honoris causa por la Facultad de Derecho canónico de la Universidad Pontificia de Salamanca (España).

### Cardenal
Fue creado cardenal por el papa Benedicto XVI en el Consistorio celebrado el 24 de noviembre de 2007, asignándole la diaconía de San Ponziano, de la que tomó posesión el 13 de enero del año siguiente. Falleció en Roma el 22 de noviembre de 2010.

Uno de los discípulos fieles que el Padre ha dado a Cristo "para que estén con él", y habiendo estado con Jesús en el transcurso de su larga existencia, conoció su nombre (cfr v. 26), le amó viviendo en íntima unión con Él, especialmente en los prolongados intervalos de oración, donde tomaba de la fuente de la salvación la fuerza para ser fiel a la voluntad de Dios, en toda circunstancia, incluso la más adversa. Esto lo había aprendido desde niño en la familia, gracias al luminoso ejemplo de sus padres.
Benedicto XVI en la Misa exequial.

Su cuerpo fue sepultado en el sacellum jesuítico del cementerio comunal monumental Campo Verano.

| Predecesor: creada la diaconía | Cardenal Diácono de San Ponciano 2007 - 2010 | Sucesor: Santos Abril y Castelló |